# Elezioni parlamentari in Giappone del 1986
Le elezioni parlamentari in Giappone del 1986 si tennero il 6 luglio per il rinnovo della Camera dei rappresentanti. In seguito all'esito elettorale, Yasuhiro Nakasone, esponente del Partito Liberal Democratico, fu confermato Primo ministro; si alternarono poi Noboru Takeshita, Sōsuke Uno e Toshiki Kaifu, tutti di estrazione liberal-democratica.

## Risultati
| Liste                          | Voti       | %     | Seggi |
| ------------------------------ | ---------- | ----- | ----- |
| Partito Liberal Democratico    | 29 875 501 | 49,42 | 300   |
| Partito Socialista Giapponese  | 10 412 584 | 17,23 | 85    |
| Partito Comunista Giapponese   | 5 313 246  | 8,79  | 26    |
| Kōmeitō                        | 5 701 277  | 9,43  | 56    |
| Partito Democratico Socialista | 3 895 858  | 6,44  | 26    |
| Nuovo Club Liberale            | 1 114 800  | 1,84  | 6     |
| Shaminren                      | 499 670    | 0,83  | 4     |
| Altri                          | 120 627    | 0,20  | –     |
| Indipendenti                   | 3 515 043  | 5,81  | –     |
| Totale                         | 60 448 606 | 100   | 512   |